# Hans-Jürgen Dörner
Hans-Jürgen Dörner (født d. 25. januar 1951, død d. 19. januar 2022), ofte kendt ved kælenavnet Dixie, var en østtysk fodboldspiller, og senere fodboldtræner, som spillede som libero. Dörner spillede hele sin spillerkarriere for Dynamo Dresden, og anses som klubbens bedste spiller nogensinde. Han blev kåret som årets fodboldspiller i DDR tre gange, som er delt flest nogensinde, sammen med Jürgen Croy.

## Klubkarriere

### Dynamo Dresden
Efter at have spillet for klubber i hans hjemby Görlitz, skiftede Dörner i 1967 til Dynamo Dresden. Han fik sin chance på førsteholdet som kun 18-årig, da Dresden i 1968 rykkede ned i DDR-Liga. Han etablerede sig her som fast mand på holdet trods sin unge alder, og forsatte i denne rolle efter oprykning til DDR-Oberliga i 1969. Han begyndte sin karriere længere fremme på banen, men fra 1973 begyndte han især at spille som libero, en rolle som vandt ham kælenavnet 'Franz Beckenbauer fra Østen'. Dörner var en central del af Dynamo Dresdens bedste år i løbet af 1970'erne, hvor at de vandt det østtyske mesterskab fem gange. Han var også med til at vinde fem pokaltitler i sin tid hos klubben.
Han blev kåret som årets fodboldspiller i DDR tre gange, i 1977, 1984 og 1985. Han stoppede sin spillekarriere 1986.

## Landsholdskarriere

### Ungdomslandshold
Dörner repræsenterede DDR på flere ungdomsniveauer.

### Olympiske landshold
Dörner var del af DDR's trup som vandt guld ved sommer-OL 1976.

### Seniorlandshold
Dörner debuterede for DDR's landshold den 22. juni 1969. Han nåede 96 kampe for DDR's landshold, næstflest nogensinde, kun overgået af Joachim Streich.

## Trænerkarriere
Dörner begyndte sin trænerkarriere i 1986 som træner for DDR's olympiske landshold. Efter genforeningen blev han træner i DFB på ungdomsniveau. Han blev i 1996 træner for Werder Bremen, før han hoppede mellem trupper i de lavere tyske rækker, og et enkelt år i Egypten som Al-Ahly træner.

## Privat
Dörner døde den 19. januar 2022 i en alder af 70 år efter at have haft kræft.

## Titler
Dynamo Dresden
- DDR-Oberliga: 5 (1970-71, 1972-73, 1975-76, 1976-77, 1977-78)
- FDGB-Pokal: 5 (1970-71, 1976-77, 1981-82, 1983-84, 1984-85)

DDR's OL-hold
- Sommer-OL Guldmedalje: 1 (1976)

Individuelle
- Årets fodboldspiller i DDR: 3 (1977, 1984, 1985)